# Scylla (prinses)

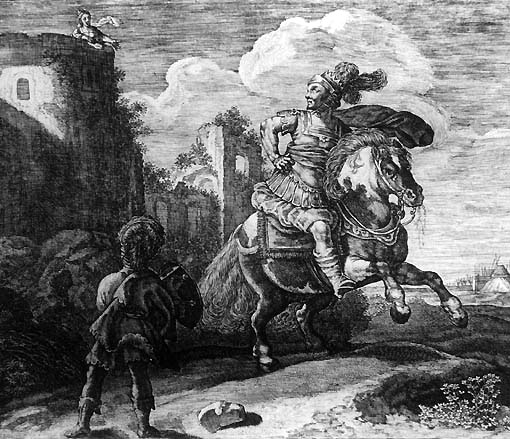
17e-eeuwse gravure van Scylla en Minos.

Scylla was in de Griekse mythologie de dochter van koning Nisus van Megara, een stad in Attica op het Griekse vasteland. Ze werd verliefd op de vijand, verloochende haar land en werd gestraft door een metamorfose in een vogel. Haar geschiedenis is het onderwerp van onder meer Hyginus' Fabulae 198 en het gedicht Ciris ("De zeevogel"), dat wordt toegeschreven aan Vergilius. De bekendste versie is uit Ovidius' Metamorfosen VIII, vv. 6-151. Reeds de auteur van Ciris waarschuwt dat de prinses Scylla vaak wordt verward met de nimf Scylla, die in een zeemonster veranderde.

## Metamorfose
Koning Nisus of Nisos, zoon van Pandion II, en zijn vrouw Habrote hadden drie dochters: Scylla, Iphinoe en Eurynome. De koning, die rechtvaardig over zijn land heerste, had tussen zijn gewone haar midden op zijn hoofd een magische, purperen haar, waardoor hij onoverwinnelijk was. Een orakel had voorspeld dat hij zou sterven en het koninkrijk ten val zou worden gebracht wanneer die haar werd uitgetrokken. Er brak oorlog uit en de stad werd maandenlang belegerd door koning Minos van Kreta. Scylla merkte de belegeraar op vanaf de stadswallen, ze werd verliefd op hem en besloot de voorspelling van het orakel voor haar eigen doeleinden in te zetten. Ze zou hem de overwinning schenken door 's nachts haar vaders haar uit te trekken.
Het plan was dat Minos ook op haar verliefd zou worden toen ze hem de haarlok aanbood, maar Minos verafschuwde het geschenk en veroordeelde haar onbetrouwbaarheid. In de volgende strijd stierf Nisus en de stad viel, maar Minos was niet trots op de overwinning en hij vertrok onmiddellijk naar Kreta. Scylla zwom hem achterna (volgens Ovidius) of werd door Minos met een touw om haar benen door het water gesleept (volgens Ciris). Toen ze dreigde te verdrinken, veranderde ze opeens in een zeevogel. Ciris schrijft deze metamorfose toe aan Amphitrite, de vrouw van Poseidon. De gedaanteverandering, bedoeld als bevrijding, bleek toch een straf te zijn toen ze werd aangevallen door een zeearend. Op gezag van Jupiter keerde Nisus in die gedaante terug om haar eeuwig te achtervolgen. Zeevogels scheren altijd laag over het water, zeearenden kunnen tientallen meters hoog klimmen om dan met grote snelheid op hun prooi te duiken.

## Verraad
De thematiek van het drama wordt uitgedrukt door het herhaalde sleutelwoord periurium in Ciris, in het algemeen verraad, geloochend woord, gebroken belofte, mijneed, hier met name verraad binnen de familie. Vriend noch vijand kan Scylla nog vertrouwen als ze haar afkomst opgeeft voor een bevlieging.
Het verhaal van Scylla vertoont veel overeenkomsten met dat van Comaetho, de dochter van koning Pterelaus van Taphos. Zij werd verliefd op Amphitryon van Tiryns, die Taphos kon veroveren toen zij een magische gouden haar van haar vaders hoofd roofde. Pterelaus werd in de strijd gedood en Comaetho werd door Amphitryon ter dood veroordeeld.
Vergelijkbare verhalen worden verteld over Pisidice, prinses van Methymna, die Achilles wilde verleiden, en over Leucophrye, dochter van Mandrolytus in Magnesia ad Maeandrum. Ook de Bijbelse Simson ontleende een magische kracht aan zijn haar.

## Verwijzing
Ook schrijvers na de klassieke oudheid noemen Scylla om te waarschuwen voor onbezonnenheid, onrecht en verraad. De Engelse dichter Alexander Pope schreef in het satirisch epos The Rape of the Lock (1714):
| Ah cease, rash youth! desist ere 'tis too late, Fear the just gods, and think of Scylla's fate! Chang'd to a bird, and sent to flit in air, She dearly pays for Nisus' injur'd hair! | Stop, onstuimige jeugd! Houd op eer het te laat is, Vrees de rechtvaardige goden, en denk aan Scylla's lot. Veranderd in een vogel, om in de lucht te fladderen, Betaalt ze een hoge prijs voor Nisus' verwonde haar. |

In Nederland schreef Lukas Rotgans in 1709 het succesvolle treurspel Scilla. In 1926 beschreef Charivarius het lot van Scylla als de Zevende Zang in zijn Herscheppingen, vrij naar Ovidius.